# Strassburger
Cet article possède un paronyme, voir Strasburger.
Pour l’article homonyme, voir Villa Strassburger.
Strassburger est le nom d'une famille du cirque.

## Histoire
Cette famille du cirque est dite « originaire de Strasbourg, en France », mais la création de la première troupe semble avoir été en Allemagne, où les Strassburger ont acquis une grande renommée et subi les affres des l'intolérance vis-à-vis des Juifs pendant les différents conflits (1870, 1914-1918 et 1939-1945). 
En 1939, le Strassburger propriétaire du cirque en Allemagne et qui en avait été chassé pour ses origines juives et réfugié en France, avait repris son métier initial de dresseur de chevaux et travaillait dans un cirque français.
Leurs spectacles de chevaux dressés, la cavalerie Strassburger, fit le tour de l'Europe et vint se produire aussi en France.
La famille Strassburger est alliée notamment :
- aux Blumenfeld (autre famille de cirque juive), Rosa Strassburger (1862-1943), mariée à Simon Blumenfelfd
- aux Houcke, Erich Blumenfeld (1901-1943) fils des précédents, marié en à Fanny Françoise Houcke (1904-1957)
- aux Gontard, Caroline Strassburger, écuyère de cirque, mariée à Jean-Joseph Gontard, clown.